# 잠복기

이 그래프에서 보면 잠복기(Incubation period)보다 잠복비감염기(Latent period)가 더 짧은 것을 알 수 있다. 잠복비감염기를 지나서 질병 발현 전까지에 무증상으로 감염하는 경우를 잠복기 감염이라고 한다.

잠복기(潛伏期, 영어: incubation period)는 병원체에 감염된 후 몸에 첫 번째 증상이 나올 때까지의 기간 혹은 방사선에 노출되고 증상과 징후가 나올 때까지의 시간을 가리킨다. 병원체 감염의 경우 병원체의 종류에 따라 다르다. 전형적인 전염병에서, 잠복기는 바이러스가 숙주에 침투해서 증상을 생성하는데 필요한 역치에 도달하기 위해 걸리는 기간을 가리킨다.

## 잠복기가 생기는 원인
잠복기는 최초 감염량, 감염원의 독성 수준, 침입 경로, 감염원의 번식률, 숙주의 면역 상태에 의해 좌우된다. 그래서, 같은 병원균의 침투라도, 침투 경로나 숙주의 면역 상태에 따라서 잠복기가 달라질 수 있다. 연쇄상구균 같은 세균은 잠복기에 감염이 가능한 경우가 있는데, 이런 경우를 잠복기 감염이라고 한다. 질병에 따라서 잠복기 중에 전염성이 없는 경우도 있고, 전염성이 있는 경우가 있다.

## 잠복기 특징
잠복기 동안은 환자에게 증상이 나타나지 않는다. 바이러스 감염이 된 상태에서는 잠복기 동안 바이러스가 숙주 내에서 복제되어 증식된다. 이런 잠복기 감염의 예로는 HIV 바이러스나 코로나19 바이러스 등이 있다. HIV는 림프계에서 HIV가 복제되고, 많은 바이러스를 빠르게 양산하지만, 잠복기 동안에는 징후를 보이지 않는 특성이 있다. 하지만, 그 동안에도 전염성을 가지고 있다.
코로나19의 경우는 잠복기가 최대 14일로 알려져 있다(환자 99%의 경우). 그런 이유로 2주 격리를 시켜 정확하게 발현이 되는지(유증상 확진자) 발현이 되지 않는지(무감염자)를 확실하게 확인하는 것이 정부 시책이다. 일반적인 감기의 잠복기는 약 3일로 알려져 있다.

## 고유잠복기와 외잠복기
고유잠복기(Intrinsic incubation period)와 외잠복기(Extrinsic incubation period)라는 용어는 매개체 감염 질병에서 사용되는 용어이다. 고유잠복기는 최종 숙주에서 잠복한 병원체가 발현하기까지 걸리는 시간이다. 외잠복기는 병원체가 중간 숙주에서 잠복 준비를 완료하는데 걸리는 시간이다.
예를 들면, 모기에 의해 섭취된 말라리아원충은 모기 내에서 사람에게 전염되기 전에 잠복 준비기간을 갖는다. 모기 내에서 잠복 준비는 말라리아원충의 종과 온도에 따라 10일에서 28일 사이이다. 이것을 외잠복기라고 부른다. 암컷 모기가 외잠복기보다 오래 생존하지 않으면, 말라리아원충을 전염시킬 수 없다. 외잠복기 이후에 모기가 사람을 물어 말라리아원충을 사람에게 성공적으로 옮긴 후에야 말라리아원충이 사람 몸에서 발달한다. 말라리아원충이 모기를 통해 침투한 시간부터 말라리아의 첫 증상이 발생하는 시간이 고유잠복기이다.

## 잠복기 결정 요인
질병의 잠복기를 결정하는 다양한 요인은 다음과 같다.
- 감염원의 용량
- 감염원의 독성
- 접종 경로
- 감염원의 복제율
- 숙주의 감수성
- 면역 반응

## 같이 보기
- 중동호흡기증후군(MERS)
- 감염 농도(en:Infectious dose, ID)
- 비말(에어로졸)
- 무증상 감염
- 격리
- 검역